# Hydractinia australis
Hydractinia australis is een hydroïdpoliep uit de familie Hydractiniidae. De poliep komt uit het geslacht Hydractinia. Hydractinia australis werd in 1996 voor het eerst wetenschappelijk beschreven door Schuchert. 